# Eburodacrys seabrai
Eburodacrys seabrai är en skalbaggsart som beskrevs av Dmytro Zajciw 1958. Eburodacrys seabrai ingår i släktet Eburodacrys och familjen långhorningar. Inga underarter finns listade i Catalogue of Life.